# БелСел
ООО СП «БелСел» — бывший белорусский оператор сотовой связи. Предоставлял услуги связи стандарта IMT-MC-450 (CDMA-2000). По состоянию на 27 января 2016 года, компания ликвидирована полностью. Процедура банкротства завершена.

## История
Компания была основана белорусской стороной совместно с британской компанией Cable & Wireless Plc. в 1991 году. Услуги сотовой связи стандарта NMT-450 компания начала оказывать 7 мая 1993 года. C 6 февраля 2003 года компания начала оказывать услуги сотовой связи стандарта IMT-MC-450 («2.5G»). С марта 2006 года работа старой сети стандарта NMT свёрнута.
Услуги сотовой связи в стандарте CDMA-450 компания предоставляла под торговой маркой DIALLOG™ (ранее использовалась торговая марка «БелСел», которая являлась наиболее распространённым наименованием сети в обиходе белорусов). Название фирмы — БелСел — русский вариант английского названия BelCel (Belarusian Cellular), что означает «Белорусская Сотовая».
В августе 2002 года в компанию пришёл новый инвестор — Инфобанк. В 2004 году в уставном фонде ООО СП «БелСел» доля компании CIB BV (Нидерланды) составляет 50 %, госпредприятия «Минская городская телефонная сеть» — 29,7 %, Инфобанка — 17 %, госпредприятия «Минскоблтелеком» — 3,3 %. Однако к марту 2005 года Инфобанк вышел из состава учредителей, в связи с проводимой в РБ политикой национализации.
По состоянию на 2007—2008 гг. сеть DIALLOG™ охватывала 53,28 % территории страны, где проживало 75 % её населения, в том числе, 93,38 % городского населения. В сети Diallog работала 171 базовая станция, из которых на 77 была включена поддержка EV-DO (с 2006 г. REV.0, c 2008 г. REV.A). Число абонентов сети составляло 99 тысяч человек. Доля на рынке Белоруссии на тот момент составляла 1,3 %. Примерно половина абонентов компании находилась в Минске. Средний ARPU по компании был $11,5. По данным «Белстата», по итогам 2011 года абонентами сотовой связи стандарта IMT-MC-450 являлось 9,7 тыс. против 14,5 тыс. в 2010 году и 93,3 тыс. в 2005 году. По заявлениям Геннадия Подгорного количество абонентов в 2010 году составило 196 000.
В 2012 году количество абонентов по заявлению Виктора Новикова составило 11 000.
Со 2 января 1992 года по 15 августа 2002 года ООО СП «БелСел» возглавлял Владимир Андреевич Гетманов.
С 15 августа 2002 года на собрании акционеров ООО «СП БелСел» был назначен генеральный директор — Оранж Артем Николаевич.
Занимал должность по 20 февраля 2004.
С февраля 2004 года по 15 июля 2005 руководителем ООО СП «БелСел» являлся Рачкевич Владислав Станиславович
С 15 июля 2005 года по ноябрь 2006 года — генеральный директор СП «БелСел» — Безрученок Игорь Петрович, являющийся с 1992 по 2002 года техническим директором ООО СП «БелСел».
Временно исполнял обязанности генерального директора в 2006 году Шарбель Нахли Жоржес.
С 2006 г. по 10 декабря 2009 г. генеральный директор ООО СП «БелСел» Андрей Александрович Соборов.
В 2007 году был запущен проект WLL для решения проблемы последней мили, обеспечивая связью территории, где невыгодно прокладывать телефонные кабели, например, удалённые сельские районы.
В декабре 2010 года занимавший пост Генерального директора Геннадий Подгорный с 2009 года был освобождён от занимаемой должности (в связи с окончанием срока контракта), а исполняющим обязанности назначен был Виктор Новиков (решением Участников общества с ограниченной ответственностью совместного предприятия «БелСел»).Состав руководящих кадров на 2010 г: директор ООО СП «БелСел» Новиков Виктор Викторович, Зайцев Виктор Степанович — первый заместитель директора и начальник технического управления. Коммерческое управление возглавляет Лисовский Виталий Ярославович. Начальник финансового управления — Аксеневич Оксана Михайловна. Койков Сергей Александрович — начальник административного управления. Руководит управлением информационных технологий — Макаревич Игорь Иванович.
В начале июня 2012 г. национальный оператор РУП «Белтелеком», которому до сих пор принадлежали 50 % ООО СП «БелСел», вышел из состава учредителей сотового оператора. Белтелеком передал (или продал) свою долю ИП «Джараш».Теперь БелСел полностью принадлежит иностранному капиталу: на 50 % — нидерландскому предприятию CIB BV, а на другие 50 % — белорусскому ИП «Джараш», которое представляет в Белоруссии кипрский капитал. Так же с уходом РУП «Белтелеком» разорвал в одностороннем порядке соглашение с ООО СП «БелСел» о предоставлении услуг WLL с использованием сети CDMA, в результате чего ООО СП «БелСел» лишился 170 000 абонентов.
С июня 2012 года компания решила отказаться от торговой марки Diallog. Об этом в интервью Onliner.by сообщил генеральный директор компании Виктор Новиков. Решение о ликвидации торговой марки Diallog принято в связи с планируемой оптимизацией затрат на маркетинг и продвижение продуктов. Уже с текущего лета при вводе новых предложений оператора будет использоваться юридическое название компании и её логотип.
БелСел заявил о планах создания в Белоруссии сети сотовой связи четвёртого поколения (4G) в 2012—2013 годах. Организация начала вести переговоры с несколькими поставщиками оборудования для организации тестовой зоны LTE на частоте 450 МГц. В зависимости от результатов переговоров оператор намеревался использовать для дальнейшего развития либо LTE, либо EVDO Rev.B
.
С мая 2013 года И. о. генерального директора ООО СП «БелСел» является Шинкарёв Сергей Семёнович.
15 января 2014 года на сайте Министерства связи и информатизации Республики Беларусь появилось сообщение, что оператору «БелСел» отказано в продлении лицензии на осуществление деятельности в области связи. Данное решение было принято с учётом имеющихся нарушений лицензиатом лицензионных требований и условий осуществления деятельности в области связи в части необеспечения оператором электросвязи выполнения указанных в лицензии требований по зоне обслуживания сети сотовой подвижной электросвязи стандарта IMT-MC-450: не обеспечено покрытие территории, на которой проживает 90 % населения Республики Беларусь, и отдельных участков автодорог, указанных в лицензии. Лицензия на осуществление деятельности в области связи, выданная ранее ООО СП «БелСел», была действительна до 23 января 2014 года.
В 0:00 24 января 2014 года компания отключила сеть.